# San Prospero
San Prospero é uma comuna italiana da região da Emília-Romanha, província de Modena, com cerca de 4.444 habitantes. Estende-se por uma área de 34 km², tendo uma densidade populacional de 131 hab/km². Faz fronteira com Bomporto, Camposanto, Carpi, Cavezzo, Medolla, Soliera.

## Demografia
| Variação demográfica do município entre 1861 e 2011                               |
|                                                                                   |
| Fonte: Istituto Nazionale di Statistica (ISTAT) - Elaboração gráfica da Wikipedia |